# 陳玉敏
陳玉敏是台灣動保人士，現任台灣動物社會研究會副執行長。

## 生平
擔任過慈濟基金會文化志業中心採訪編輯、關懷生命協會辦公室主任。曾參與編輯探討動物福利的《動物解放》一書，受到極大震撼，因而成為素食者。在關懷生命協會工作期間，與同事們推動動保法立法，終在1998年促成《動物保護法》立法。1999年，與友人共同創立台灣動物社會研究會，致力於促進同伴動物、農場動物、野生動物、實驗動物的權益。